# Montville (Francia)
Montville è un comune francese di 4 712 abitanti situato nel dipartimento della Senna Marittima nella regione della Normandia.

## Storia

### Simboli
Lo stemma è stato adottato l'8 giugno 1921. L'aratro ricorda l'importanza dell'agricoltura locale; l'ingranaggio è simbolo dell'industria meccanica, le navette di quella tessile. La fascia ondata con i riflessi d'argento, rappresenta i corsi d'acqua che generano la forza motrice per le macchine per la filatura.

## Società

### Evoluzione demografica
Abitanti censiti

## Amministrazione

### Gemellaggi
- Resana, dal 2008